# Álom.net
Álom.net är en ungersk komedifilm från 2009, regisserad av Gábor Forgács. Filmen utspelar sig i skolmiljö där tonåriga Regina (spelad av Lilla Labanc), som på sin gamla skola var mycket populär, byter till en mer konservativ skola och där försöker skaffa nya kompisar.